# Quercus augustinii
Quercus augustinii es una especie del género Quercus dentro de la familia Fagaceae. Está clasificada en el subgénero Cyclobalanopsis; que son robles del este y sureste de Asia. Árboles que crecen hasta 10-40 m de altura. Ellos se diferencian del Subgénero Quercus en que tienen bellotas con distintivas tazas teniendo crecientes anillos de escamas, tienen en común las densamente agrupadas bellotas, aunque esto no se aplica a todas las especies.

## Distribución y hábitat
Crece en los bosques perennifolios de hoja ancha de las montañas, entre los 1200-2700 metros, en China ( Guangxi, Guizhou y Yunnan ) y Vietnam.

## Descripción
Quercus augustinii es un árbol de hoja perenne que alcanza un tamaño de 10 metros de altura. La corteza es de color gris oscuro. Las ramas están surcadas, con las primeras escamas de las bellotas de color marrón anaranjado, convirtiéndose en glabras. Los pecíolos de las hojas miden 0,5-2 cm, glabros. El limbo es ovado-lanceolado a elíptico-lanceolado, de 6-12 x 1-4 cm, por debajo de la hoja ligeramente harinosa, por encima de la hoja glabra, cuneiforme. La base de la hoja generalmente oblicua, margen ligeramente recurvado y generalmente aserrado cuando el árbol es joven, entero o apicalmente visible aserrado cuando el árbol es maduro. El ápice es acuminado. Ls vena media adaxialmente con 10-15 nervios secundarios a cada lado del nervio central, poco visibles, en general no fusionadas. Las venas terciarias son oscuras y muy evidentes o muy delgadas. Las inflorescencias femeninas solitarias en las axilas de los brotes tiernos, de 3-4 cm de largo. Las flores florecen de abril a mayo, con 3 estilos. Las bellotas son oblongo-ovoides, de 1 a 1,7 cm de largo x 0,8-1,2 cm de ancho, glabras, apicalmente redondeadas, y a veces deprimidas. Las bellotas están cerradas por medio en una cúpula de 0,6 a 1 cm de largo x 1 a 1,3 cm de ancho; por fuera glabras o casi, dentro serosas, con 5-7 anillos concéntricos enteros o crenados. La cicatriz ligeramente convexa, con persistentes estilos. Las bellotas maduran al cabo de 2 años.

## Taxonomía
Quercus augustinii fue descrita por Sidney Alfred Skan y publicado en Journal of the Linnean Society, Botany 26(178): 507. 1899.
Etimología
Quercus: nombre genérico del latín que designaba igualmente al roble y a la encina.
augustinii: epíteto: Epónimo em honor de Augustine Henry (A.Henry) (1857-1930). 
Sinonimia
- Cyclobalanopsis augustini (Skan) Schottky
- Cyclobalanopsis augustini var. nigrinux (Hu) M.Deng & Z.K.Zhou
- Cyclobalanopsis nigrinux Hu
- Pasania chiwui Hu
- Quercus glabricupula Barnett[1][3]